# Walhalla (bâtiment)
Pour les articles homonymes, voir Walhalla (homonymie).
 (août 2024).
Si vous disposez d'ouvrages ou d'articles de référence ou si vous connaissez des sites web de qualité traitant du thème abordé ici, merci de compléter l'article en donnant les références utiles à sa vérifiabilité et en les liant à la section « Notes et références ».

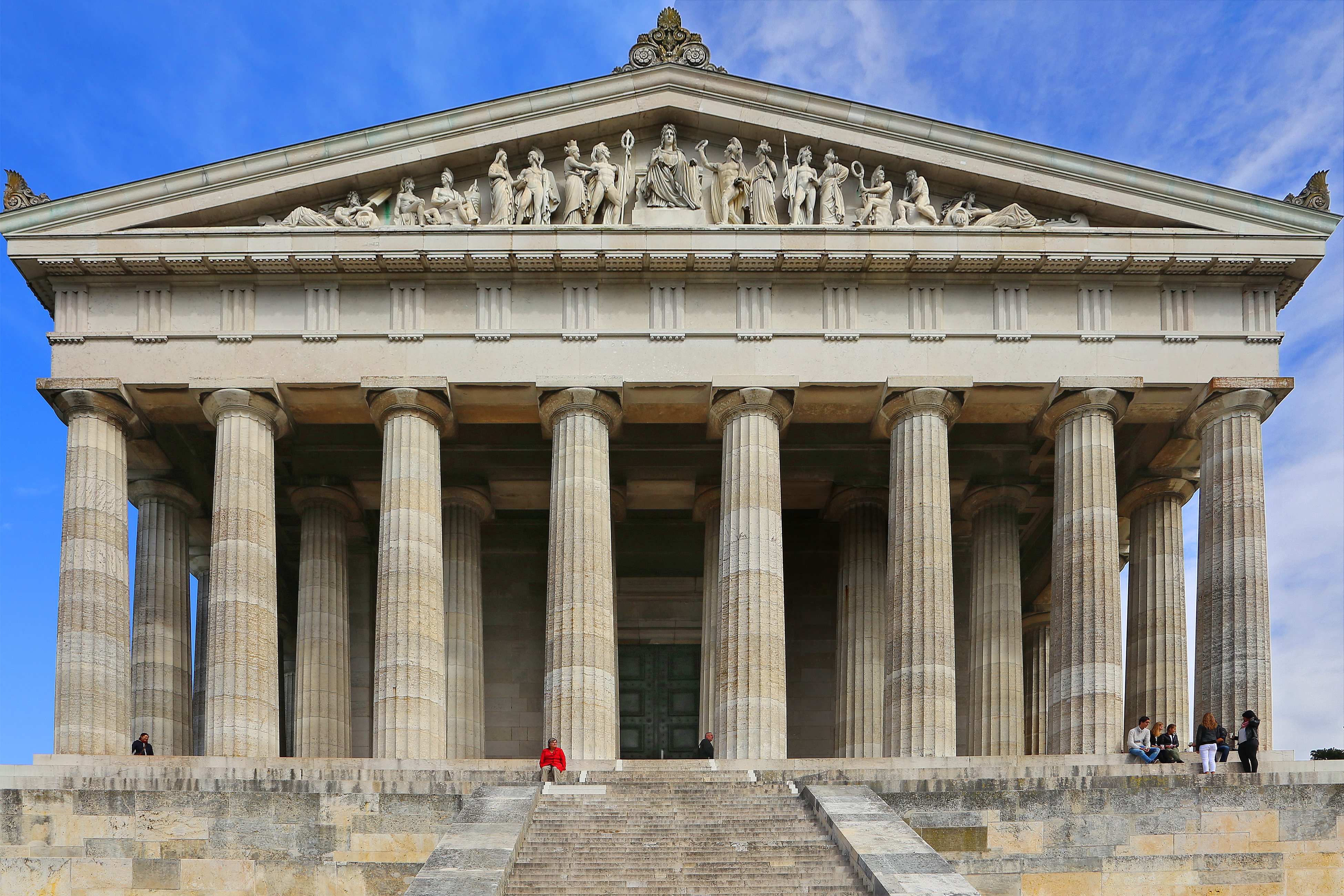
Vue extérieure depuis le sud (Danube).

Le Walhalla est un temple allemand néo-dorique en marbre achevé en 1842, situé à Donaustauf au bord du Danube, à 10 km en aval de Ratisbonne, en Bavière, en Allemagne.
Il s'agit d'un mémorial consacré à des hommes et des femmes qui illustrèrent la civilisation allemande, en l'inscrivant dans une tradition, celle du Valhalla, qui constitue, dans la mythologie nordique, le séjour des héros.

## Histoire

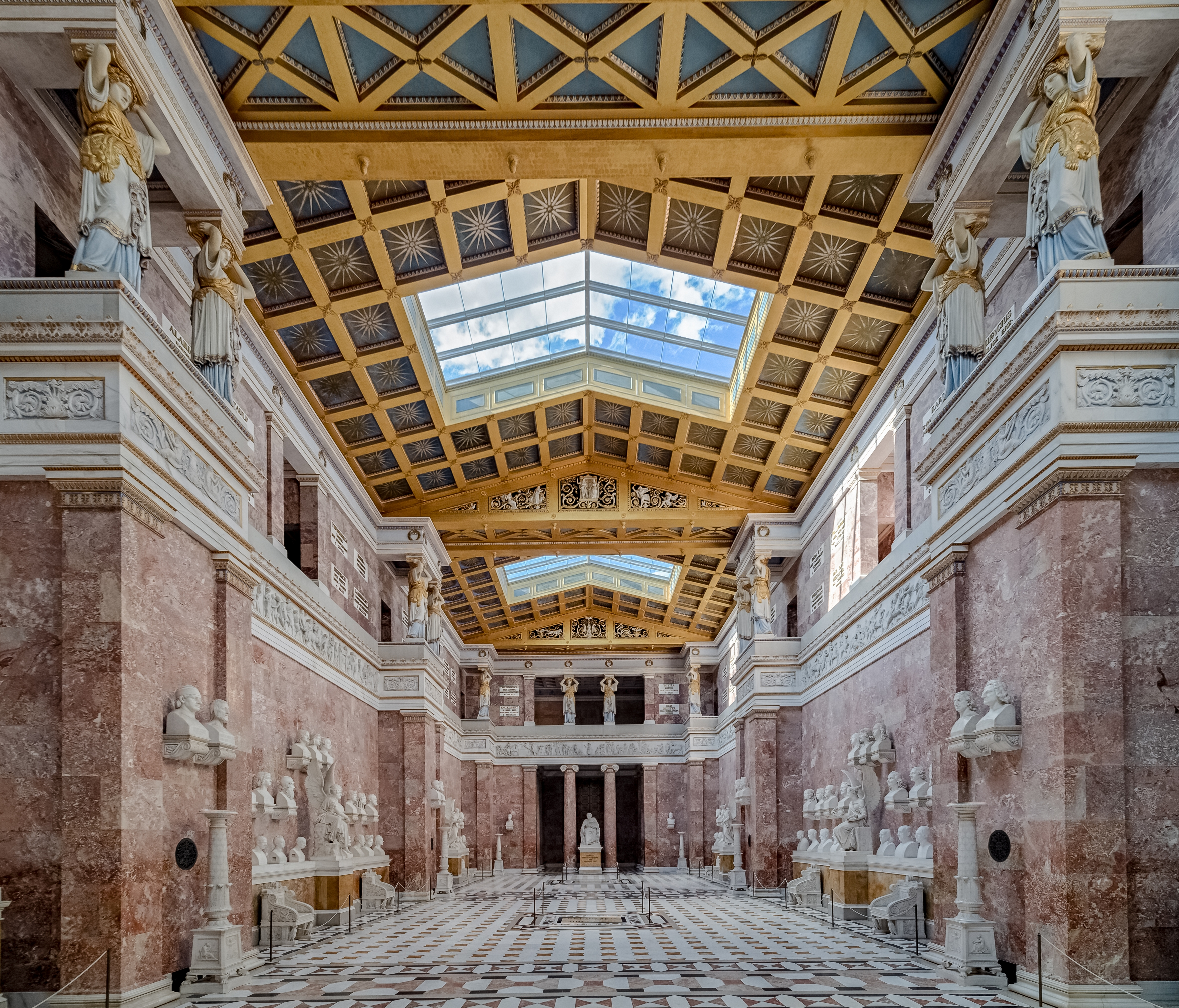
Ciel au plafond du Walhalla. Juillet 2022.

Ce monument imposant, décidé en 1825, fut édifié dans la vallée du Danube entre le 18 octobre 1830 et le 18 octobre 1842 dans un site imposant, par l'architecte Leo von Klenze pour le compte du roi Louis Ier de Bavière. Ce dernier voulait en faire un mémorial, celui des hommes et des femmes qui illustrèrent la civilisation allemande, en l'inscrivant dans une tradition, celle du Valhalla, qui constitue, dans la mythologie nordique, le séjour des héros.
Le style architectural est une réinterprétation du temple grec de la période dorique.
Le coût de la construction fut évalué par la suite à plus de 13 millions de mark-or.
Le peintre anglais William Turner commémore l'ouverture du bâtiment dans une toile en 1842 qui sera exposée en 1843.

## Description
Le fronton sud, au-dessus de l'entrée du temple, représente, au centre, une allégorie de l'Allemagne, entourée des nations germaniques libérées, après l'effondrement du Premier Empire, en 1814. Le fronton nord représente Arminius face à l'empereur romain Auguste et ses légions, lors de la victoire des Germains en l'an 9 à la Bataille de Teutobourg. Ces deux ensembles sculptés prennent place dans le contexte politique de la Confédération germanique.

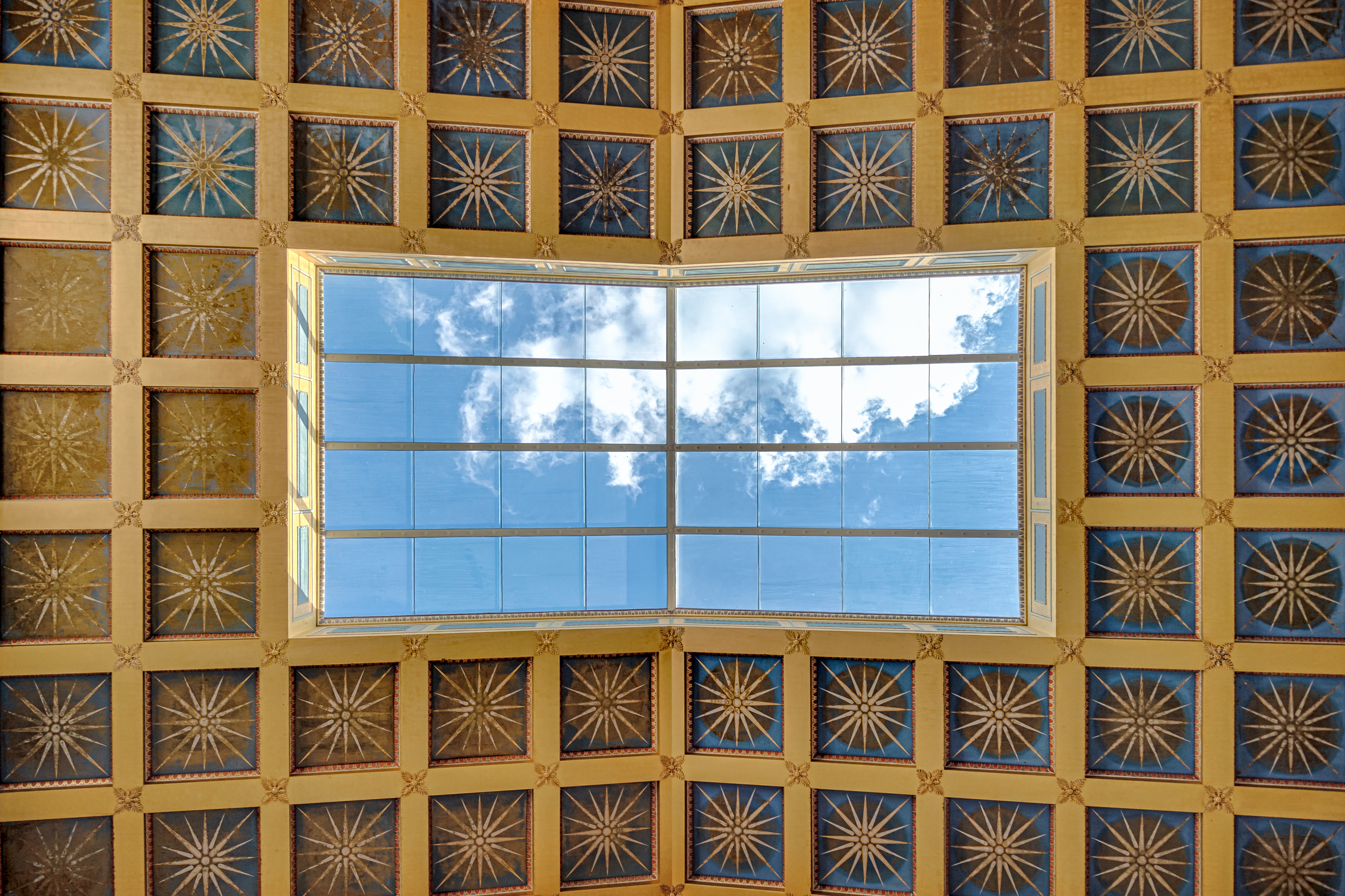
Ciel au plafond du Walhalla. Juillet 2022.

Contrairement au Panthéon de Paris, qui est un mausolée, le Walhalla ne contient ni corps ni cendres de défunts : les personnes honorées sont simplement représentées généralement sous la forme de sculptures.
Le mémorial se visite et on peut y voir à l'intérieur 132 bustes de personnalités allemandes ou d'autres nationalités de langue germanique, ainsi que 64 plaques commémoratives, représentant en tout 196 personnalités.
96 bustes de personnalités avaient été commandées pour l'inauguration, en 1842 ; leurs bustes ont été sculptées entre autres par Ernst von Bandel, Joseph Maria Christen, Heinrich-Maximilian Imhof, Arnold Hermann Lossow, Landolin Ohmacht, Christian Daniel Rauch, Johann Gottfried Schadow, Friedrich Tieck.
Du péristyle, on a une vue sur la courbe du Danube, les ruines du château de Donaustauf et les flèches de la cathédrale Saint-Pierre de Ratisbonne.

## Bustes représentés dans le Walhalla

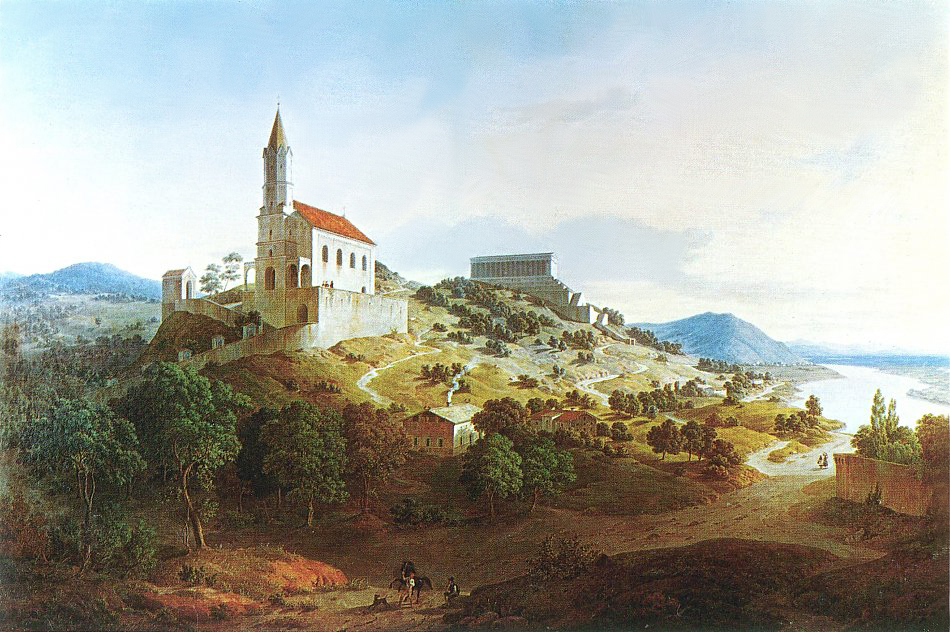
L'église du Sauveur et le Walhalla à Donaustauf.

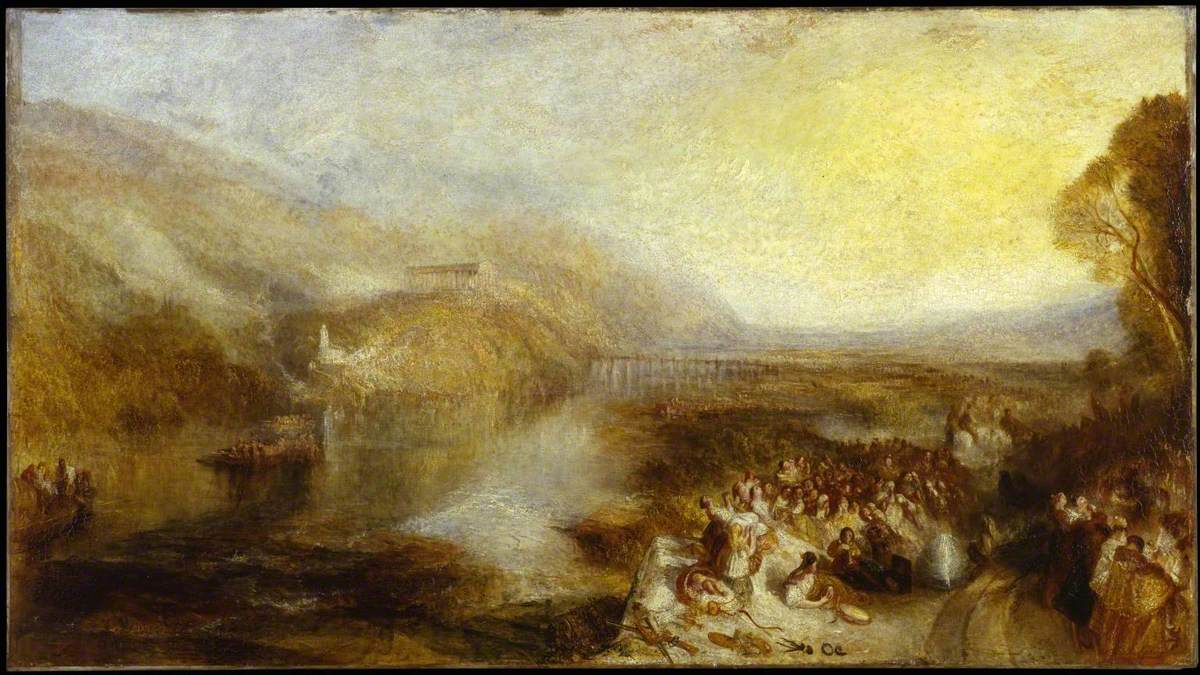
L'Ouverture du Walhalla
William Turner, 1842
Tate Britain, Londres

Le tri par date d'entrée permet de connaître la situation du mémorial au fil du temps :
| Nom                                              | Qualité                                                                              | Date d’entrée |
| ------------------------------------------------ | ------------------------------------------------------------------------------------ | ------------- |
| Konrad Adenauer                                  | Premier chancelier fédéral de la République fédérale d'Allemagne                     | 1999          |
| Amélie-Élisabeth de Hanau-Münzenberg             | épouse de Guillaume V de Hesse-Cassel                                                | 1847          |
| Auguste II le Fort                               | Prince électeur de Saxe et Roi de Pologne                                            | 1842          |
| Johann Turmair (Aventinus)                       | Érudit humaniste et chroniqueur bavarois                                             | 1842          |
| Jean Sebastien Bach                              | Compositeur allemand                                                                 | 1916          |
| Michel Barclay de Tolly                          | Général russe et ministre de la Guerre                                               | 1847          |
| Ludwig van Beethoven                             | Compositeur allemand de musique classique                                            | 1866          |
| Bernard de Saxe-Weimar                           | Général pendant la guerre de trente ans                                              | 1847          |
| Otto von Bismarck                                | Premier chancelier de l'Empire allemand                                              | 1908          |
| Gebhard Leberecht von Blücher                    | Feld-maréchal prussien                                                               | 1847          |
| Herman Boerhaave                                 | Médecin néerlandais                                                                  | 1847          |
| Johannes Brahms                                  | Compositeur de musique classique allemand                                            | 2000          |
| Anton Bruckner                                   | Organiste et compositeur autrichien                                                  | 1937          |
| Gottfried August Bürger                          | Poète allemand                                                                       | 1847          |
| Christophe de Wurtemberg                         | Duc de Wurtemberg                                                                    | 1842          |
| Conrad II le Salique                             | Empereur romain germanique                                                           | 1842          |
| Nicolas Copernic                                 | Chanoine polonais, médecin et astronome                                              | 1842          |
| Jean de Dalberg                                  | Évêque de Worms                                                                      | 1842          |
| Hans Karl von Diebitsch                          | Général allemand au service de la Russie                                             | 1847          |
| Albrecht Dürer                                   | Peintre, graveur et mathématicien allemand                                           | 1842          |
| Antoine van Dyck                                 | Peintre baroque flamand                                                              | 1847          |
| Eberhard V de Wurtemberg                         | comte de Wurtemberg et d'Urach                                                       | 1842          |
| Julius Echter von Mespelbrunn                    | Prince-évêque de Wurtzbourg                                                          | 1847          |
| Joseph von Eichendorff                           | Poète et romancier allemand                                                          | 1957          |
| Albert Einstein                                  | Physicien allemand                                                                   | 1990          |
| Érasme                                           | Humaniste et théologien néerlandais                                                  | 1842          |
| Ernest Ier de Saxe-Gotha                         | Duc de Saxe                                                                          | 1847          |
| Jan van Eyck                                     | Peintre flamand                                                                      | 1842          |
| Ferdinand de Brunswick-Lunebourg                 | Général prussien                                                                     | 1842          |
| Frédéric Ier du Palatinat                        | Comte palatin du Rhin                                                                | 1842          |
| Frédéric Ier de Hohenstaufen dit « Barberousse » | Empereur romain germanique                                                           | 1842          |
| Frédéric le Grand                                | Premier roi de Prusse                                                                | 1847          |
| Frédéric II de Hohenstaufen dit « stupor mundi » | Empereur romain germanique                                                           | 1842          |
| Frédéric-Guillaume Ier de Brandebourg            | Électeur de Brandebourg                                                              | 1847          |
| Georg von Frundsberg                             | Soldat et capitaine de lansquenets                                                   | 1842          |
| Jacob Fugger                                     | Banquier allemand d'Augsbourg                                                        | 1967          |
| Johann Carl Friedrich Gauss                      | Mathématicien, astronome et physicien allemand                                       | 2007          |
| Karolina Gerhardinger                            | Religieuse allemande                                                                 | 1998          |
| Ernst Gideon Freiherr von Laudon                 | Maréchal autrichien                                                                  | 1847          |
| Christoph Willibald Gluck                        | Compositeur allemand                                                                 | 1847          |
| Goethe                                           | Poète, romancier et dramaturge allemand                                              | 1847          |
| Joseph Görres                                    | Écrivain allemand                                                                    | 1931          |
| Hugo Grotius                                     | Juriste, philosophe, apologiste chrétien, dramaturge et poète                        | 1847          |
| Otto von Guericke                                | Scientifique, inventeur et homme politique allemand                                  | 1847          |
| Johannes Gutenberg                               | Imprimeur allemand                                                                   | 1842          |
| Guillaume Ier d'Allemagne                        | Premier empereur allemand                                                            | 1898          |
| Guillaume Ier d'Orange-Nassau                    | Chef de la révolte des Pays-Bas espagnols                                            | 1842          |
| Guillaume III d'Angleterre                       | Roi d'Angleterre et d’Écosse, seigneur d’Irlande                                     | 1847          |
| Albrecht von Haller                              | Médecin, poète et naturaliste suisse                                                 | 1847          |
| Hans von Hallwyl                                 | Officier suisse                                                                      | 1842          |
| Georg Friedrich Haendel                          | Compositeur d'origine allemande                                                      | 1847          |
| Joseph Haydn                                     | Compositeur de musique classique autrichien                                          | 1842          |
| Henri le Lion                                    | Duc de Saxe et de Bavière                                                            | 1842          |
| Henri Ier de Germanie                            | Duc de Saxe et roi de Francie orientale                                              | 1842          |
| Wilhelm Heinse                                   | Écrivain, savant et bibliothécaire allemand                                          | 1847          |
| Berthold von Henneberg                           | Archevêque de Mayence et prince-électeur du Saint-Empire                             | 1842          |
| Johann Gottfried von Herder                      | Poète, théologien et philosophe allemand                                             | 1847          |
| Friedrich Wilhelm Herschel                       | Compositeur et astronome d'origine allemande                                         | 1847          |
| Hans Holbein le Jeune                            | Peintre et graveur allemand                                                          | 1842          |
| Ulrich von Hutten                                | Chevalier d'Empire et humaniste                                                      | 1842          |
| Friedrich Ludwig Jahn                            | Éducateur allemand                                                                   | 1928          |
| Emmanuel Kant                                    | Philosophe allemand                                                                  | 1847          |
| Charles Quint                                    | Empereur du Saint-Empire romain germanique                                           | 1842          |
| Charles V                                        | Duc de Lorraine et de Bar                                                            | 1847          |
| Charles X Gustave                                | Roi de Suède                                                                         | 1847          |
| Catherine II La Grande                           | Tsarine russe                                                                        | 1847          |
| Charles Martel                                   | Duc des Francs et maire du palais                                                    | 1847          |
| Johannes Kepler                                  | Astronome et mathématicien allemand                                                  | 1847          |
| Friedrich Gottlieb Klopstock                     | Poète allemand                                                                       | 1847          |
| Gottfried Wilhelm Leibniz                        | Philosophe, scientifique, mathématicien, diplomate, bibliothécaire, juriste allemand | 1847          |
| Gotthold Ephraim Lessing                         | Écrivain, critique et dramaturge allemand                                            | 1847          |
| Justus von Liebig                                | Chimiste allemand                                                                    | 1925          |
| Paris von Lodron                                 | Archevêque de Salzbourg                                                              | 1847          |
| Louis-Guillaume de Bade                          | Général impérial                                                                     | 1847          |
| Louis Ier                                        | Roi de Bavière                                                                       | 1890          |
| Martin Luther                                    | Moine augustin allemand, théologien père du Protestantisme                           | 1847          |
| Marie-Thérèse                                    | Impératrice du Saint-Empire romain germanique                                        | 1847          |
| Maximilien Ier                                   | Empereur romain germanique                                                           | 1842          |
| Maximilien Ier de Bavière                        | Prince-électeur de Bavière                                                           | 1847          |
| Hans Memling                                     | Peintre allemand                                                                     | 1842          |
| Gregor Mendel                                    | Moine et botaniste autrichien né à Brno                                              | 1983          |
| Anton Raphael Mengs                              | Peintre et écrivain d'art allemand                                                   | 1847          |
| Helmuth Karl Bernhard von Moltke                 | Militaire prussien                                                                   | 1910          |
| Maurice de Nassau                                | Stathouder des provinces de Hollande et de Zélande                                   | 1847          |
| Maurice, prince-électeur de Saxe                 | Général allemand                                                                     | 1847          |
| Justus Möser                                     | Juriste, historien et théoricien social allemand                                     | 1847          |
| Wolfgang Amadeus Mozart                          | Compositeur de musique classique                                                     | 1847          |
| Johannes von Müller                              | Historien suisse                                                                     | 1847          |
| Burckhardt Christoph von Münnich                 | Maréchal et premier ministre russe d'origine allemande                               | 1847          |
| August Neidhardt von Gneisenau                   | Général prussien                                                                     | 1847          |
| Nicolas de Flue                                  | Ermite suisse                                                                        | 1842          |
| Otton Ier                                        | Fondateur du Saint-Empire romain germanique                                          | 1842          |
| Paracelse (Theophrast von Hohenheim)             | Alchimiste, astrologue et médecin suisse                                             | 1842          |
| Jean Paul                                        | Écrivain allemand                                                                    | 1973          |
| Max Joseph von Pettenkofer                       | Chimiste allemand                                                                    | 1962          |
| Walter de Plettenberg                            | Grand-maître de l'ordre des chevaliers porte-glaives                                 | 1842          |
| Joseph Radetzky                                  | Maréchal autrichien                                                                  | 1858          |
| Max Reger                                        | Compositeur allemand                                                                 | 1948          |
| Regiomontanus (Johannes Müller)                  | Astronome, mathématicien et astrologue allemand                                      | 1842          |
| Johannes Reuchlin                                | Philosophe et théologien allemand                                                    | 1842          |
| Wilhelm Conrad Röntgen                           | Physicien allemand                                                                   | 1959          |
| Pierre Paul Rubens                               | Peintre baroque flamand                                                              | 1847          |
| Rodolphe Ier de Habsbourg                        | Roi des Romains                                                                      | 1842          |
| Michiel de Ruyter                                | Amiral néerlandais                                                                   | 1847          |
| Gerhard von Scharnhorst                          | Général prussien                                                                     | 1847          |
| Friedrich Wilhelm von Schelling                  | Philosophe allemand                                                                  | 1860          |
| Friedrich von Schiller                           | Poète et écrivain allemand                                                           | 1847          |
| Jean-Philippe de Schönborn                       | Archevêque de Mayence et évêque de Worms                                             | 1847          |
| Franz Schubert                                   | Compositeur autrichien                                                               | 1928          |
| Karl Philipp de Schwarzenberg                    | Feld-maréchal autrichien                                                             | 1847          |
| Franz von Sickingen                              | Chevalier allemand                                                                   | 1842          |
| Frans Snyders                                    | Peintre néerlandais                                                                  | 1847          |
| Heinrich Friedrich Karl vom Stein                | Homme d'État et réformateur prussien                                                 | 1847          |
| Erwin von Steinbach                              | Architecte et sculpteur alsacien                                                     | 1842          |
| Edith Stein                                      | Philosophe et religieuse allemande                                                   | 2008          |
| Adalbert Stifter                                 | Écrivain, peintre et professeur autrichien                                           | 1954          |
| Richard Strauss                                  | Compositeur allemand de musique classique                                            | 1973          |
| Maximilian von und zu Trauttmansdorff            | Comte autrichien                                                                     | 1847          |
| Maarten Tromp                                    | Amiral de la marine néerlandaise                                                     | 1847          |
| Aegidius Tschudi                                 | Diplomate, géographe et historien suisse                                             | 1842          |
| Peter Vischer l'Ancien                           | Sculpteur allemand                                                                   | 1842          |
| Richard Wagner                                   | Compositeur allemand                                                                 | 1913          |
| Albrecht von Wallenstein                         | Généralissime des armées impériales, duc de Friedland et de Mecklembourg             | 1847          |
| Carl Maria von Weber                             | Compositeur allemand de musique classique                                            | 1978          |
| Christoph Martin Wieland                         | Poète traducteur et éditeur allemand                                                 | 1847          |
| Frédéric-Guillaume de Schaumbourg-Lippe          | Commandant pendant la guerre de Sept Ans                                             | 1847          |
| Johann Joachim Winckelmann                       | Archéologue, antiquaire, historien de l’art allemand                                 | 1847          |
| Nikolaus Ludwig von Zinzendorf                   | Réformateur religieux allemand                                                       | 1847          |
| Heinrich Heine                                   | Poète allemand                                                                       | 2010          |
| Käthe Kollwitz                                   | Artiste allemande                                                                    | 2019          |
| Max Planck                                       | Physicien allemand                                                                   | 2022          |
| Sophie Scholl                                    | Résistante allemande au nazisme                                                      | 2003          |